# Mount Regina
Mount Regina ist ein 2080 m hoher Berg im ostantarktischen Viktorialand. Im südlichen Teil der Everett Range ragt er 16 km westnordwestlich des Mount LeResche auf.
Das Advisory Committee on Antarctic Names benannte den Berg 1970 nach Thomas Joseph Regina (* 1942), Luftbildfotograf der United States Navy an Bord einer LC-130 Hercules in einer von 1968 bis 1969 dauernden Kampagne in Antarktika, der zuvor 1963 auf der McMurdo-Station zur Überwinterungsmannschaft gehört hatte.